# Sveti Petar Mrežnički
 Sveti Petar Mrežnički  falu Horvátországban, Károlyváros megyében. Közigazgatásilag Duga Resához tartozik.

## Fekvése
Károlyvárostól 8 km-re délnyugatra, községközpontjától 3 km-re délre, a Mrežnica bal partján fekszik.

## Története
A falu helyén az ókorban Romula Quadrata római település állt, melynek alapfalai alacsony vízállás esetén ma is láthatók a Mrežnica medrében. A plébániatemplom falába egy római háromalakos dombormű van befalazva. A templom körül legutóbb 1994-ben voltak régészeti feltárások, melyek azonban pénz hiányában nem fejeződtek be. Az ásatások igazolták, hogy itt egy valószínűleg katonai célból épített római település állt. A munkák során feliratos kövek, szobortöredékek, cserépmaradványok, valamint a 3.és 4. századból származó római pénzek kerültek elő. Ezek alapján a település alapítása a 3. századnál előbbre keltezhető. A falut a középkorban Mlaka, Greda avagy Otok néven is nevezték. Mai nevét plébániatemploma védőszentje alapján kapta. A templomot a 18. században építették. A településnek 1857-ben 63, 1910-ben 87 lakosa volt. A trianoni békeszerződésig Zágráb vármegye Károlyvárosi járásához tartozott. 2011-ben 164-en lakták.

## Lakosság
| Lakosság változása | Lakosság változása | Lakosság változása | Lakosság változása | Lakosság változása | Lakosság változása | Lakosság változása | Lakosság változása | Lakosság változása | Lakosság változása | Lakosság változása | Lakosság változása | Lakosság változása | Lakosság változása | Lakosság változása | Lakosság változása |
| ------------------ | ------------------ | ------------------ | ------------------ | ------------------ | ------------------ | ------------------ | ------------------ | ------------------ | ------------------ | ------------------ | ------------------ | ------------------ | ------------------ | ------------------ | ------------------ |
| 1857               | 1869               | 1880               | 1890               | 1900               | 1910               | 1921               | 1931               | 1948               | 1953               | 1961               | 1971               | 1981               | 1991               | 2001               | 2011               |
| 63                 | 39                 | 56                 | 80                 | 87                 | 87                 | 73                 | 103                | 133                | 138                | 127                | 165                | 173                | 185                | 170                | 164                |

## Nevezetességei
Szent Péter apostol tiszteletére szentelt plébániatemploma a 18. század első felében épült barokk stílusban, a főbejárat fölé az 1726-os évszám van bevésve. A templom egyhajós épület, sokszög záródású szentéllyel, sekrestyével, harangtornya a főbejárat felett magasodik. Gazdagon díszített barokk oltárai a 18. században készültek. Mellékoltárain Szent Borbála és Szent Vince képe látható. Említésre méltó még P. Tomašić 1710-ből származó sírköve, 1536-ban öntött harangja és egy rokokó monstrancia.